# Огледалце, огледалце
Огледалце, огледалце (енгл. Mirror Mirror) је комична фантазија из 2012. године, снимљена по мотивима популарне бајке Снежана и седам патуљака. Филм се разликује од бајке по томе што је испричан из перспективе зле краљице Клементијане (Џулија Робертс).
Филм је био номинован за Оскара за најбољу костимографију.

## Радња
Како би решила своје финансијске проблеме, краљица Клементијана организује бал, на коме ће у најлепшем светлу приказати богатом и лепом принцу Алкоту. Међутим, њена пасторка, Снежана, непланирано се појављује на балу, желећи да наговори принца да јој помогне да се врати на престо, на коме њена маћеха седи већ осамнаест година. Принц је очаран њеном љупкошћу, те се заљубљује у њу, а Клементијана, чији су планови осујећени и угрожени, жели да је убије више него икад.
Хумор Џулије Робертс, која је по мишљењу критичара изнела филм, је црн, саркастичан и ироничан, те се ова надасве лепа краљица доста разликује од њених претходних приказивања као строге, озбиљне, мрачне краљице/вештице.

## Улоге
| Глумац         | Улога                |
| -------------- | -------------------- |
| Џулија Робертс | краљица Клементијана |
| Лили Колинс    | Снежана              |
| Арми Хамер     | принц Алкот          |
| Нејтан Лејн    | Брајтон              |
| Мер Винингем   | Маргарет Бејкер      |
| Мајкл Лернер   | Барон                |
| Шон Бин        | Краљ                 |